# Quierschied
Quierschied är en kommun i Regionalverband Saarbrücken i Saarland, Tyskland. Kommunen har anslutning till motorvägarna A1, A8 och A623.
De tidigare kommunerna Fischbach och Göttelborn uppgick i Quierschied 1 januari 1974.